# Bruno Friedrich
Bruno Friedrich (ur. 31 maja 1927 w Helmbrechts, zm. 20 czerwca 1987 w Biebelried) – niemiecki polityk, nauczyciel, parlamentarzysta krajowy, od 1980 do 1987 poseł do Parlamentu Europejskiego I i II kadencji.

## Życiorys
Urodził się w rodzinie tkaczy. W 1944 został przymusowo zapisany do NSDAP. W 1941 rozpoczął naukę w ewangelickim seminarium nauczycielskim w Neuendettelsau, po wojnie kontynuował ją w Coburgu. W 1949 zdał państwowy egzamin pierwszego stopnia, następnie pracował jako nauczyciel w szkole podstawowej i gimnazjum. W latach 50. publikował też w lokalnych gazetach, m.in. w redakcji sportowej „Frankenpost”.
W 1954 wstąpił do Socjaldemokratycznej Partii Niemiec. Działał w młodzieżówce Jusos, kierując jej strukturami w Kulmbach i zasiadając w regionalnych władzach. Od 1959 związany zawodowo z partią, był asystentem deputowanych Waldemara von Knoeringena i Williego Eichlera. Od 1966 ponownie pracował w Bawarii, m.in. kierując powiązanym z partią centrum edukacyjnym Haus Frankenwarte. W 1969 został szefem struktur SPD w dzielnicy Würzburga, a w 1970 – we Frankonii. Od 1971 zasiadał w zarządzie w Bawarii, a od 1973 do 1985 w federalnej egzekutywie. W swoim ugrupowaniu nieformalnie odpowiadał za stworzenie programu, a formalnie objął funkcję rzecznika ds. międzynarodowych.
W 1972 i 1976 uzyskiwał mandat w Bundestagu, kandydując z Bawarii. Od 1972 do 1977 kierował frakcją parlamentarną SPD, a od 1977 do 1980 pozostawał wiceprzewodniczącym izby. W 1979 i 1984 wybierano go natomiast do Parlamentu Europejskiego I i II kadencji. W tym gremium od 1979 do 1984 pełnił funkcję wiceprzewodniczącego. Przystąpił do grupy socjalistycznej, należał m.in. do Komisji ds. Kwestii Politycznych, Komisji ds. Regulaminu i Petycji oraz Komisji ds. Młodzieży, Kultury, Edukacji, Informacji i Sportu. Zmarł 20 czerwca 1987, gdy doznał zawału serca podczas jazdy samochodem.
Był żonaty z Reinhild Friedrich, miał syna. Działał w organizacjach społeczno-politycznych, m.in. w Unii Europejskich Federalistów czy Niemieckiej Radzie ds. Polityki Zagranicznej. Zasiadał w radach nadzorczych publicznych nadawców Deutsche Welle i Deutschlandfunk, wstąpił też do Gewerkschaft Erziehung und Wissenschaft. Został również współautorem kilku książek.
Odznaczony m.in. Krzyżem Wielkim Orderu Infanta Henryka (1978) i Wielkim Krzyżem Zasługi Orderu Zasługi Republiki Federalnej Niemiec (1980).